# Dawn (Album)
Dawn ist das fünfte Studioalbum der deutschen Progressive-Rock- und Artrock-Band Eloy. Es erschien im Dezember 1976 unter dem Label EMI und wurde 2004 neu aufgelegt.

## Inhalt
Ähnlich wie ihr Vorgängeralbum Power and the Passion folgt auch dieses Konzeptalbum einem ähnlichen Story-Format. Es erzählt die Geschichte eines Mannes, der nach einem plötzlichen Tod als Geist zurückkehrt. Er versucht, sein neu erworbenes Wissen an seine Liebsten weiterzugeben. Das Album endet damit, dass er sich in Licht auflöst und mit dem Zitat „Nous sommes du soleil“ (französisch für: „Wir sind von der Sonne“) schließt.

## Entstehungsgeschichte
Nach der Veröffentlichung von Power and the Passion 1975 trennten sich Eloy vorübergehend nach Differenzen mit ihrem Manager Jay Partridge, der es geschafft hatte, die Band zu spalten. Dennoch vertraute EMI weiterhin auf Frank Bornemann und beauftragte ihn, die Band mit neuen Musikern wieder zusammenzuführen und ein neues Album zu erarbeiten.
Der erste Musiker, der sich Bornemann anschloss, war der Gitarrist Detlev Schmidtchen. Danach traf Klaus-Peter Matziol hinzu, ein Bassist, den Bornemann in dem Musikgeschäft kennengelernt hatte, in dem er arbeitete. Jürgen Rosenthal, der zur Zeit des Albums Fly to the Rainbow bei den Scorpions war, nahm den Platz des Schlagzeugers ein. Da er keinen Keyboarder fand, übernahm Detlev Schmidtchen die Keyboardparts während der Komposition und später der Aufnahme von Dawn.
Frank Bornemann brachte die Idee für die Geschichte, die in diesem Konzeptalbum erzählt werden sollte, ein, Jürgen Rosenthal übernahm das Schreiben der Texte und die gesamte Band schrieb die Musik. Der Titel Le Réveil du Soleil/The Dawn wurde in der letzten Studionacht aufgenommen und ist eine vollständige Improvisation, was den Zusammenhalt der Band verdeutlicht. Bei einigen Titeln wurde ein Symphonieorchester hinzugezogen.
Die Aufnahmen für das Album begannen im August 1976 in Georgi Nedeltschews Tonstudios in Köln, wo bereits Power and the Passion aufgenommen worden war, und endeten sechs Wochen später im September.

## Besetzung
- Frank Bornemann: E-Gitarre, Gesang
- Klaus-Peter Matziol: Bassgitarre, Begleitgesang
- Detlev Schmidtchen: Keyboard,  Begleitgesang, Synthesizer, Mellotron, mini Moog, Hammondorgel, Klavier, Gitarren
- Jürgen Rosenthal: Schlagzeug, Gesang, Beecken, Glockenspiel, Gong, Timbales, Pauke, Tempelblock, Rototom

### Technik
- Arrangement: Eloy
- Produktion: Eloy, Georgi Nedeitschev
- Tontechnik: Georgi Nedeitschev

## Titelliste
Alle Titel wurden von Eloy und Jürgen Rosenthal geschrieben.

### Seite A
1. Awakening – 2:39
2. Between the Times – 6:07
  - a) Between the Times – 1:50
  - b) Memory Flash – 1:56
  - c) Appearance of the Voice – 1:12
  - d) Return of the Voice – 1:08
3. The Sun-Song – 4:55
4. The Dance in Doubt and Fear – 4:27
5. Lost!? (Introduction) – 5:20

### Seite B
1. Lost?? (The Decision) – 5:01
2. The Midnight-Fight/The Victory of Mental Force – 8:10
3. Gliding Into Light and Knowledge – 4:13
4. Le Réveil du Soleil/The Dawn – 6:49

## Veröffentlichungen und Charterfolge
Dawn verkaufte sich wenige Wochen nach der Veröffentlichung in Deutschland über 60.000 Mal, was der Band zwei Deutschlandtourneen im Herbst 1976 und im Frühjahr 1977, sowie einige Auftritte im deutschen Fernsehen ermöglichte.